# Wilhelm Reinhard (SS-generaal)
Wilhelm Adolf Reinhard (Forsthaus Lutau, 18 maart 1869 - Dortmund, 18 januari 1955) was een Duitse officier en SS-Obergruppenführer (luitenant-generaal) en generaal der Infanterie tijdens de Tweede Wereldoorlog. Hij was ook parlementslid voor de NSDAP in de Rijksdag en „Reichsführer des NS-Kriegerbundes“ (Rijksleider van de Nationaalsocialistische-Veteranenbond).

## Leven

### Afkomst
Reinhard was de zoon van de houtvester Wilhelm Reinhard senior en zijn vrouw Minna, geboren als Koenen.

### Militaire carrière
Na zijn schoolperiode, studeerde hij aan de cadettenschool in Kulm en Lichterfelde af, waarna hij naar de militaire school in Metz ging. Op 22 maart 1888 trad hij als Portepée-Fähnrich in dienst van het Infanterie-Regiment „Herzog Friedrich Wilhelm von Braunschweig“ (Ostfriesisches) Nr. 78 van het Pruisische leger. Op 21 september 1889 werd Reinhard tot Sekondeleutnant bevorderd. En tot bataljons- en regimentsadjudant benoemd. Op 17 januari 1901 werd Reinhard in Hannover adjudant bij het 38. Infanterie-Brigade. Op 18 april 1902 werd Reinhard tot Hauptmann bevorderd. Hij werd op 24 april 1904 tot compagniecommandant van het Füsilier-Regiment „Graf Roon“ (Ostpreußisches) Nr. 33 in Gumbinnen benoemd. Vanaf 1907 was Reinhard chef van de 7e compagnie van het Schleswig-Holsteinisches Infanterie-Regiment Nr. 163 in Neumünster. Tegelijkertijd werd hij op 21 april 1911 tot Major bevorderd en met het 5. Garde-Regiment zu Fuß naar Spandau verplaatst. Hij was in de staf van het 5. Garde-Regiment zu Fuß werkzaam. Na twee jaar deze functie uitgeoefend te hebben, volgde zijn benoeming tot commandant van het 2e bataljon.

### Eerste Wereldoorlog
In het begin van de Eerste Wereldoorlog, voerde Reinhard met zijn bataljon en het nieuw gevormde 3. Garde-Division aan de doorbraak in het neutrale België, en nam deel aan de verovering van de vesting Namen. Aan het oostfront vocht hij in de Eerste Slag bij de Mazurische Meren en de Slag bij Łódź.
Van 18 januari tot 2 juni 1915 was Reinhard leider van het Garde-Grenadier-Regiment Nr. 5, en werd aansluitend tot commandant van het 4. Garde-Regiment zu Fuß benoemd. Met dit onderdeel vocht hij in de daaropvolgende tijd bij het bruggenhoofd van Jaroslau en de offensieven bij Lubaczów, Gródek en Lemberg. Het regiment werd uiteindelijk aan de Westelijke Boeg bij Jasiolda tot stand gebracht. Vanaf daar werd Reinhards regiment weer naar het westfront overgebracht en direct in de Derde Slag om Artesië ingezet. Reinhard werd op 18 april 1916 tot Oberstleutnant en op 21 september 1918 tot Oberst bevorderd.
Op 27 augustus 1917 werd Reinhard met de Pour le Mérite onderscheiden. Vervolgens werd hij op 1 oktober 1918 met het Eikenloof bij zijn Pour le Mérite onderscheiden.

### Vrijkorpsleider

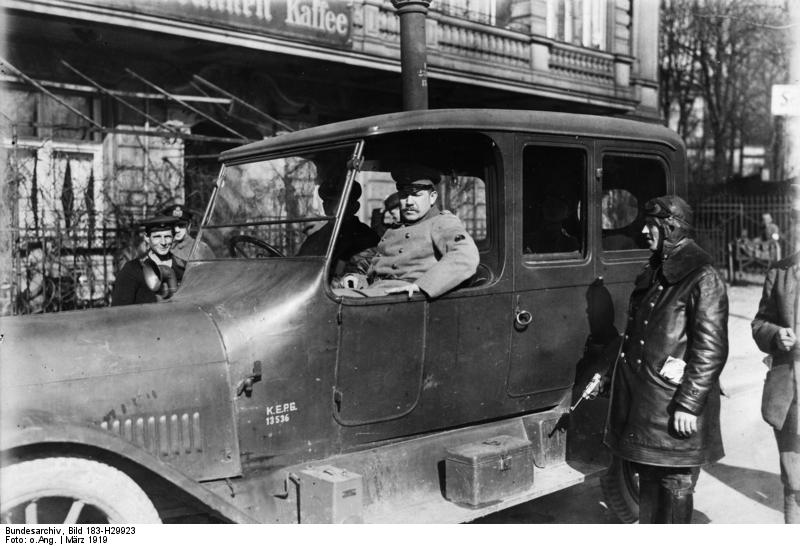
Oberst Wilhelm Reinhard in zijn auto tijdens de Märzkämpfe van 3 tot 13 maart 1919.

Na de Wapenstilstand van 11 november 1918 en de Novemberrevolutie, keerde Reinhard terug naar Berlijn en eiste op 10 december 1918 een bespreking op het ministerie van Oorlog. Aan deze bespreking namen ook Friedrich Ebert en Curt Baake deel, die vonden dat alle bewapende burgers tot de doodstraf veroordeeld moesten worden. Eind december 1918 richtte Reinhard het Freiwilligen-Regiment Reinhard op. Op aandringen van Gustav Noske en Walther Reinhardt werd zijn benoeming tot stadscommandant van Berlijn door het verzet van de soldatenraden verhinderd. De Spartacusopstand van januari 1919 werd door zijn troepen onder zijn leiding neergeslagen. Terwijl twee maanden later tijdens de Berliner Märzkämpfe kwam het voor een korte tijd tot hernieuwde bewapende confrontaties. Ongeveer 12.000 mensen, de meeste opstandelingen stierven tijdens de verschrikkelijk wreed gevoerde gevechten. 
In juni 1919 werd het „Vrijkorps Reinhard“ in de voorlopige Reichswehr opgenomen, en Reinhard behield zijn positie als commandant van de infanterie bij de Berlijnse Reichswehr-Brigade 15. Op 31 december 1919 verliet Reinhard eigen verzoek de actieve dienst.

### Parlementslid, voorzitter van de veteranenbond en SA- en SS-leider
In de Weimarrepubliek war hij als verkoper werkzaam. In oktober 1927 werd hij lid van de NSDAP. Van 1936 tot het voorjaar van 1945 was Reinhard parlementslid van de Rijksdag voor de NSDAP. Reinhard was ook drager van het Gouden Ereteken van de NSDAP. 
Na de overgang van de Duitse Rijksveteranenbond „Kyffhäuser“ in de Sturmabteilung (SA), was Reinhard zins 1933 SA-Oberstlandesführer in de SA-Reserve II. Vanaf september 1935 werd Rienhard in de rang van een SS-Standartenführer (kolonel) in de Schutzstaffel (SS) opgenomen. In de SS bereikte Reinhard op 9 november 1941 de rang van een SS-Obergruppenführer (luitenant-generaal). Als Ehrenführer behoorde Reinhard vanaf 1938 tot de Persönlicher Stab Reichsführer-SS.
Op 27 januari 1934 werd Reinhard leider van de Duitse Rijksveteranenbond „Kyffhäuser“ en op 18 maart 1938 Rijksleider van de nationaalsocialistische-rijksveteranenbond „Kyffhäuser“ (NSRKB) benoemd. Hij vervulde functie tot zijn aflossing in maart 1943. In opdracht van Reinhard werden er vanaf 1934 tot 1938 door mannen van de Reichsarbeitsdienst archeologische opgravingen op de Reichsburg Kyffhausen gedaan. Reinhard streefde ernaar de veteranenbond „Kyffhäuser“ en het keizer Wilhelm I van Duitsland monument op de Kyffhäuser nationaalsocialistisch-compatibel te maken. Zo liet hij de onopvallende hal in het monument tot „Ehrenhalle“ uit bouwen, dit voor de gevallen kameraden, „de doden van het Vrijkorps en de Hitler-beweging“.
Na de ontbinding van de NSRKB werd Reinhard president van de nieuw opgerichte „Kyffhäuser“ stichting. In de eindfase van de Tweede Wereldoorlog verhuisde Reinhard zijn woning vanwege het oprukkende Rode Leger. Na het einde van de oorlog, zat hij enige maanden in west-geallieerde internering. Na zijn vrijlating woonde hij bij een neef in Opmünden bij Soest. In september 1952 richtte Reinhard in Dortmund een vernieuwde veteranenbond op, die door het uit 1945 stammende Kontrollratsgesetz Nr. 2 verboden geworden was. Tot zijn dood op 18 januari 1955 was Reinhard voorzitter van de veteranenbond.

## Carrière
Reinhard bekleedde verschillende rangen in zowel de Allgemeine-SS als Waffen-SS. De volgende tabel laat zien dat de bevorderingen niet synchroon liepen.
| Datum                   | Deutsches Heer    | Sturmabteilung                       | Allgemeine-SS        | Heer                                 |
| ----------------------- | ----------------- | ------------------------------------ | -------------------- | ------------------------------------ |
| 22 maart 1888           | Portepée-Fähnrich | —                                    | —                    | —                                    |
| 21 september 1888       | Fähnrich          | —                                    | —                    | —                                    |
| 21 september 1889       | Sekondeleutnant   | —                                    | —                    | —                                    |
| 18 augustus 1897 - 1890 | Oberleutnant      | —                                    | —                    | —                                    |
| 18 april 1902           | Hauptmann         | —                                    | —                    | —                                    |
| 21 april 1911           | Major             | —                                    | —                    | —                                    |
| 18 april 1916           | Oberstleutnant    | —                                    | —                    | —                                    |
| 21 september 1918       | Oberst            | —                                    | —                    | —                                    |
| 1 november 1933         | —                 | Oberstlandesführer der SA-Reserve II | —                    | —                                    |
| 15 september 1935       | —                 | —                                    | SS-Standartenführer  | —                                    |
| 9 november 1935         | —                 | —                                    | SS-Oberführer        | —                                    |
| 9 november 1936         | —                 | —                                    | SS-Brigadeführer     | —                                    |
| 20 april 1937           | —                 | —                                    | SS-Gruppenführer     | —                                    |
| 22 maart 1938           | —                 | —                                    | —                    | Charakter als Generalmajor a. D.     |
| 18 maart 1939           | —                 | —                                    | —                    | Charakter als General der Infanterie |
| 9 november 1941         | —                 | —                                    | SS-Obergruppenführer | —                                    |
| 1 maart 1943            | —                 | —                                    | —                    | General der Infanterie               |

## Lidmaatschapsnummers
- NSDAP-nr.: 63.074[2][4] (lid geworden oktober 1927)
- SS-nr.: 274 104[2][4] (lid geworden 15 september 1935[3])

## Onderscheidingen
- Pour le Mérite[2][4] op 27 augustus 1917[9] als Oberstleutnant en Commandant van de 4. Garde regiment zu Fuss[3][5][10]
  - Eikenloof op 1 oktober 1918 als Oberst en Commandant van de 4. Garde regiment zu Fuss[3][5]
- Orde van de Rode Adelaar, 4e Klasse op 5 oktober 1907[3]
- Onderscheiding voor Trouwe Dienst (Pruisen), 1e Klasse op 11 juni 1913[3]
- IJzeren Kruis 1914, 1e Klasse (24 december 1914[3]) en 2e Klasse[4] (14 september 1914[3])
- Ridder in de Huisorde van Hohenzollern met Zwaarden op 24 september 1916[3]
- Gouden Ereteken van de NSDAP[1][4] op 22 maart 1938[3][6][11]
- Ehrendegen des Reichsführers-SS[2][4]
- SS-Ehrenring[2][4]
- Kruis voor Oorlogsverdienste, 1e klasse (30 maart 1942[3]) en 2e klasse[2][4]
- Erekruis voor Frontstrijders in de Wereldoorlog[2][4] in 1935[3]
- Orde van de Heilige Schatten, 4e Klasse[3]
- Gewondeninsigne 1918 in zilver[2] op 30 oktober 1918[3]

## Publicatie
- 1918/1919 Die Wehen der Republik. Brunnen-Verlag, Berlijn 1932[1]